# Komisariat Straży Granicznej „Łobżenica”
Komisariat Straży Granicznej „Łobżenica” – jednostka organizacyjna Straży Granicznej pełniąca służbę ochronną na granicy państwowej w latach 1928–1939.

## Formowanie i zmiany organizacyjne
Rozporządzeniem Prezydenta Rzeczypospolitej Polskiej Ignacego Mościckiego z 22 marca 1928, do ochrony północnej, zachodniej i południowej granicy państwa, a w szczególności do ich ochrony celnej, powoływano z dniem 2 kwietnia 1928 Straż Graniczną.
Rozkazem nr 2 z 19 kwietnia 1928 w sprawie organizacji Pomorskiego Inspektoratu Okręgowego dowódca Straży Granicznej gen. bryg. Stefan Pasławski przydzielił komisariat „Łobżenica” do Inspektoratu Granicznego nr 8 „Nakło” i określił jego strukturę organizacyjną. 
Rozkazem nr 12 z 10 stycznia 1930 w sprawie reorganizacji Pomorskiego Inspektoratu Okręgowego komendant Straży Granicznej płk Jan Jur-Gorzechowski potwierdził organizację komisariatu.
Rozkazem nr 4 z 17 grudnia 1934 w sprawach [...] zarządzeń organizacyjnych i zmian budżetowych, komendant Straży Granicznej płk Jan Jur-Gorzechowski przeniósł placówkę I linii „Kunowo”  do Bługowa.
Rozkazem nr 3 z 27 lipca 1936 w sprawach reorganizacji placówek i zmian przydziałów, komendant Straży Granicznej płk Jan Gorzechowski  zmienił nazwę placówki I linii „Łobżenka” na „Witrogoszcz”.
We wrześniu 1939 pluton wzmocnienia Komisariatu wszedł w podporzadkowanie dowódcy 9 Dywizja Piechoty płk. dypl. Józefa Werobeja i walczył na przedpolu  ugrupowania obronnego 9 DP w bitwie o Pomorze.

## Służba graniczna
Kierownik Pomorskiego Inspektoratu Okręgowego Straży Granicznej mjr Józef Zończyk w rozkazie organizacyjnym nr 2 z 8 czerwca 1928 udokładnił linie rozgraniczenia komisariatu. Granica północna: Stebjonek (wył.); granica południowa: kamień graniczny nr E 063.
Sąsiednie komisariaty
- komisariat Straży Granicznej „Sypniewo” ⇔ komisariat Straży Granicznej „Rudna” − 1928

## Funkcjonariusze komisariatu
| Kierownicy/komendanci komisariatu | Kierownicy/komendanci komisariatu | Kierownicy/komendanci komisariatu | Kierownicy/komendanci komisariatu |
| stopień                           | imię i nazwisko                   | okres pełnienia służby            | kolejne stanowisko                |
| --------------------------------- | --------------------------------- | --------------------------------- | --------------------------------- |
| starszy przodownik                | Stanisław Przybylak               | p.o. był w 1935 –                 |                                   |
| podkomisarz                       | Henryk Mili                       | 5 X 1938 -                        |                                   |
| Zastępcy komendanta komisariatu   |                                   |                                   |                                   |
| strażnik                          | Zbigniew Stępka                   | 1 V 1939 – 20 V 1939              | komisariat „Kaczory”              |
| starszy strażnik                  | Adam Drozdowicz                   | 20 V 1939 -                       |                                   |

## Struktura organizacyjna
Organizacja komisariatu w kwietniu 1928 i w styczniu 1930:
- komenda − Łobżenica
- placówka Straży Granicznej I linii „Łobżenka” → w 1936 zmieniona na „Witrogoszcz”
- placówka Straży Granicznej I linii „Walentynowo”
- placówka Straży Granicznej I linii „Kunowo” → w 1934 przeniesiona do Bługowa
- placówka Straży Granicznej II linii „Łobżenica”

Organizacja komisariatu w 1936:
- komenda − Łobżenica
- placówka Straży Granicznej II linii Łobżenica
- placówka Straży Granicznej I linii „Witrogoszcz”
- placówka Straży Granicznej I linii Walentynowo
- placówka Straży Granicznej I linii „Bługowo”